# Zona batipelagica

Le zone pelagiche

La zona batipelagica, (dal greco βαθύς (bathýs), profondo), è quella parte del dominio pelagico che si estende da 1000 a 4000 metri di profondità al di sotto della superficie oceanica. È compresa tra la zona mesopelagica e la zona abissopelagica.
La sua temperatura media è abbastanza costante attorno ai 4 °C. Anche se il suo volume è molto superiore a quello della zona eufotica, la zona abissopelagica è molto meno densamente popolata. 
Data la sua profondità, la luce non riesce a penetrare, per cui è permanentemente buio e non è possibile l'attività fotosintetica. Rientra cioè nella zona afotica. A causa della mancanza di luce, la maggior parte delle specie che vivono permanentemente in questa zona non ha occhi ed è caratterizzata da una colorazione scarsa o nulla; la sensibilità è legata per lo più alla bioluminescenza.
Nella zona abissopelagica vivono molte forme appartenenti al necton tra cui i calamari giganti e vi si avventurano occasionalmente i capodogli per cacciarli. Gli abitatori di questa zona hanno in genere un tasso metabolico rallentato per minimizzare il consumo energetico; inoltre non hanno sviluppato grandi muscolature e la loro pelle è piuttosto soffice. La scarsità di luce e la sostanziale assenza di grandi predatori fa sì che non sia necessaria una grande muscolatura, come è richiesto quando si deve sfuggire agli assalitori o per la predazione attiva. L'alimentazione è infatti basata per lo più sulla pioggia di detriti che cadono dalle zone soprastanti.
La mancanza di luce e l'impossibilità della sintesi clorofilliana, impediscono anche la crescita delle piante.